# Дімітріє Дан
Дімітріє Дан (нар. 8 жовтня 1856, Сучава — пом. 25 травня 1927, Чернівці) — румунський історик, фольклорист і румунський православний священник.

## Біографія
Народився в Сучаві, його батьками були Ніколає та Домніка Дан. З 1864 по 1868 рік відвідував румунську початкову школу при монастирі святого Іоанна Нового. З 1868 по 1876 рік, навчався у греко-православній гімназії у рідному місті. З 1876 по 1880 рік навчався на богословському факультеті Чернівецького університету. Висвячений на священника у 1881 році, служив у Южинці (1881—1890), Лужанах (1890—1896), Стражі (1896—1916) і Магалі. У 1897 році він отримав відзнаку Румунської православної церкви, а між 1905 і 1923 роками отримав різні нагороди як священник. У березні 1904 року був обраний членом-кореспондентом Румунської академії. Наприкінці 1918 року брав участь у Румунській національній раді та конгресі, який проголосував за об'єднання Буковини з Румунією.
Дан дописував до різних видань: «Junimea literară», «Aurora română», «Candela», «Deșteptarea», «Timpul», «Gazeta Bucovinei», «Amicul familiei». Писав статті та дослідження з історії церкви, етнографії та лінгвістики. Публікував історичні документи, звіти, вірші та фольклорні дослідження. Писав також угорською, німецькою та русинською мовами. Був учасником колективного авторства монографії «Буковина» 1898 року. Вивчав звичаї різних національностей: вірмен, ромів, русинів та євреїв, опублікувавши серію праць на цю тему. У 1924 році він отримав головну премію академії «Настурел».
Помер у Чернівцях.